# Takapuna AFC
Der Takapuna Association Football Club ist ein neuseeländischer Fußballklub mit Sitz in Takapuna, einem Vorort von Auckland.

## Geschichte
Der Klub wurde im Jahr 1964 als reiner Jugend-Klub gegründet und erhielt seine erste Männer-Mannschaft im Jahr 1967. Von da an gelang es bis zum Jahr 1970 sich in die höchste regionale Spielklasse zu spielen. Zur Saison 1981 gelang dann auch der Aufstieg in die erstklassige National Soccer League, jedoch stieg man über den 22. Platz auch direkt wieder ab. In der Saison 1980 und der Saison 1999 erreichte man jeweils das Halbfinale des Chatham Cup.
In den folgenden Jahren wechselte man immer wieder zwischen der Division 1 und 2 und der Premier League. In den 2000er Jahren blieb man der höchsten Spielklasse jedoch weitestgehend fern. Erst zur Saison 2022 stieg man erstmals nach mehr als 10 Jahren in eine höhere Liga auf. Hier konnte man sich am Ende der Spielzeit dann auch halten und verblieb somit in der zweithöchsten Spielklasse des Landes.